# Apiocera pica
Apiocera pica är en tvåvingeart som beskrevs av Norris 1936. Apiocera pica ingår i släktet Apiocera och familjen Apioceridae. Inga underarter finns listade i Catalogue of Life.